# Ulf Brolin
Ulf Sven Ivar Brolin, född 8 januari 1929 i Stockholm, död 29 mars 2009 i S:t Görans församling, Stockholm, var en svensk arkitekt. 
Brolin, som var son till civilingenjör Sven Brolin och Hilma Cecilia Elisabet Eriksson, avlade studentexamen 1949 och utexaminerades från Kungliga Tekniska högskolan 1955. Han anställdes hos arkitekterna Mårten Larsson och Anders William-Olsson 1954, hos arkitekt Nils-Henrik Winblad 1956 och var verksam hos arkitekterna Tore Forsman och Ulf Snellman från 1961. Han var generalplanearkitekt i Solna stad/kommun 1969–1992. Han bedrev även egen arkitektverksamhet. Brolin är begravd på Sandsborgskyrkogården i Stockholm.